# Старая Турья
Старая Турья — деревня в Балтасинском районе Республики Татарстан. Входит в состав Бурнакского сельского поселения.

## История
Деревня начинает упоминаться с 1678 года. В период с XVIII по 1-ю половину XIX века население деревни относилось к категории государственных крестьян.
Административная принадлежность деревни в разные годы:
| Период    | Административная единица                              |
| --------- | ----------------------------------------------------- |
| до 1920   | Ципьинская волость Малмыжского уезда Вятской губернии |
| 1920-1930 | Арский кантон Татарской АССР                          |
| 1930-1932 | Тюнтерский район Татарской АССР                       |
| 1932-1938 | Балтасинский район Татарской АССР                     |
| 1938-1958 | Ципьинский район Татарской АССР                       |
| 1958-1963 | Балтасинский район Татарской АССР                     |
| 1963-1965 | Арский район Татарской АССР                           |
| 1965-1991 | Балтасинский район Татарской АССР                     |
| 1991-н.в. | Балтасинский район Республики Татарстан               |

## Географическое положение
Деревня расположена на севере Татарстана, в восточной части Балтасинского района, в восточной части сельского поселения. Расстояние до районного центра (посёлка городского типа Балтаси) — 16 км. Абсолютная высота — 93 метра над уровнем моря. Ближайшие населённые пункты — Бурнак, Смаиль, Ура, Новая Гора.

## Население
| 1795 | 1811 | 1850 | 1859 | 1884 | 1897 | 1905 |
| ---- | ---- | ---- | ---- | ---- | ---- | ---- |
| 171  | ↗227 | ↗231 | ↗262 | ↗339 | ↗377 | ↘347 |
| 1920 | 1926 | 1938 | 1949 | 1958 | 1970 | 1979 |
| ↗518 | ↘490 | ↗516 | ↘337 | ↘291 | ↗301 | ↘263 |
| 1989 | 2002 | 2010 |      |      |      |      |
| ↘177 | ↘176 | ↘156 |      |      |      |      |

Национальный состав
В национальном составе населения преобладают удмурты.

## Экономика и инфраструктура
Основным видом хозяйственной деятельности для жителей деревни является свиноводство.

В Старой Турье функционируют начальная школа, сельский клуб, свиноферма. Общая площадь жилого фонда деревни — 3,52 тыс. м².

В деревне имеется всего одна улица (улица Советская).